# Ulica Górny Podmur w Gniewie
Ulica Górny Podmur − uliczka położona na gniewskim Starym Mieście. Prowadzi od ul. Piłsudskiego do ul. Bocznej. Wzdłuż zachodniej pierzei ulicy znajdują się relikty średniowiecznych murów obronnych. 

## Historia
W średniowieczu ulica Górny Podmur odgrywała rolę typowej uliczki "podmurnej". Umożliwiała dostęp do murów miejskich i baszt.